# VII Giochi della penisola del Sud-est asiatico
I VII Giochi della penisola del Sud-est asiatico si sono svolti a Singapore dal 1° all'8 settembre 1973.

## Paesi partecipanti
Ai giochi hanno partecipato atleti provenienti da sette nazioni: Birmania, Repubblica Khmer, Laos, Malaysia, Singapore, Vietnam del Sud e Thailandia.

## Sport
Gli atleti hanno gareggiato nei seguenti sport: sport acquatici, atletica leggera, badminton, pallacanestro, pugilato, ciclismo, calcio, hockey su prato, judo, sepak takraw, vela, tiro, tennis tavolo, tennis, pallavolo e sollevamento pesi.

## Medagliere
*   Paese ospitante
| Posiz. | Nazione         | Oro | Argento | Bronzo | Totale |
| ------ | --------------- | --- | ------- | ------ | ------ |
| 1      | Thailandia      | 47  | 25      | 27     | 99     |
| 2      | Singapore*      | 45  | 50      | 45     | 140    |
| 3      | Malesia         | 30  | 35      | 50     | 115    |
| 4      | Birmania        | 28  | 24      | 15     | 67     |
| 5      | Rep. Khmer      | 9   | 12      | 30     | 51     |
| 6      | Vietnam del Sud | 2   | 13      | 10     | 34     |
| 7      | Laos            | 0   | 5       | 4      | 9      |
| Totale | Totale          | 161 | 164     | 181    | 506    |